# Imperator: Rome
Imperator: Rome es un videojuego de gran estrategia y guerra desarrollado en 2019 por Paradox Development Studio y publicado por Paradox Interactive.  Es la secuela de "Europa Universalis: Rome" (2008).  Recibió críticas generalmente positivas por parte de los críticos; sin embargo, el desarrollo y el soporte para el juego fueron suspendidos en mayo de 2021.

## Jugabilidad
La línea de tiempo del juego abarca desde el AUC 450 (304 a. C.) hasta el AUC 727 (27 a. C.) e incluye el período de establecimiento del Imperio Romano y las Guerras de los Diádocos. El mapa se extiende desde la península ibérica hasta la India, poseyendo más de 7,000 provincias. Al igual que en juegos anteriores de Paradox, todas las naciones en el juego son jugables. El juego ofrece una variedad de características, que incluyen la gestión de personajes, una población diversa, nuevas tácticas de batalla, tradiciones militares, diferentes tipos de gobierno, bárbaros y rebeliones, comercio y mejora de provincias.
El juego abarca desde el 450 AUC e incluye el periodo de establecimiento del Imperio Romano. El mapa abarca de la península ibérica a la India, . Similar a juegos anteriores de Paradox todas las naciones serán jugables. El juego ofrece una variedad de características, incluyendo gestión de personajes, diversidad de población, nuevas tácticas de batalla, tradiciones militares, diferentes tipos de gobierno, bárbaros y rebeliones, comercio y desarrollo provincial.
Actualmente, se espera que para abril del 2022 se lance nuevamente el juego en más de 100 países.

## Desarrollo
El juego fue desarrollado por Paradox Development Studio y dirigido por Johan Andersson. Fue presentado oficialmente en mayo de 2018 y lanzado el 25 de abril de 2019 para Windows, macOS y Linux. Imperator: Rome se enfoca principalmente en naciones e imperios, con un pequeño enfoque en la gestión de personajes, similar al juego que le sigue en términos de tiempo, Crusader Kings III. Andersson esperaba que Paradox pudiera crear una secuela moderna de Europa Universalis: Rome. Al igual que con los juegos recientes de Paradox Development Studio, Imperator: Rome fue construido utilizando el motor Clausewitz, pero con la adición de un nuevo software conocido como "Jomini" (llamado así en honor al general del siglo XIX Antoine-Henri Jomini), que permite una creación más fácil y rápida de mods.
El desarrollo y el soporte para el juego fueron suspendidos por Paradox Interactive en mayo de 2021. En junio de 2022, Paradox anunció que el juego no recibiría más actualizaciones a menos que fuera adquirido por otro estudio o hubiera un aumento en la demanda del juego.
En el aniversario del lanzamiento del juego en 2023, Imperator: Rome recibió un parche que está disponible a través de una beta abierta. Sin embargo, se enfatizó que esto no representaba un resurgimiento del desarrollo del juego.

### Contenido descargable
| Nombre             | Fecha de lanzamiento   | Descripción |
| ------------------ | ---------------------- | --- |
| The Punic Wars     | 3 de diciembre de 2019 | The Punic Wars añade misiones y contenido temático a Roma y Cartago, especialmente relacionado con las Guerras Púnicas. La actualización 1.3 introdujo el sistema de misiones para todas las naciones. The Punic Wars se lanzó de manera gratuita como respuesta a la insatisfacción relacionada con la política de DLC de Paradox.                                                       |
| Magna Graecia      | 31 de marzo de 2020    | Magna Graecia introduce nuevas mecánicas de juego y misiones para muchas ciudades-estado griegas como Atenas, Esparta y Siracusa. La actualización 1.4 renovó las mecánicas religiosas a través de panteones y lugares sagrados. |
| Epirus             | 11 de agosto de 2020   | Epirus es un paquete de contenido que agrega misiones y detalles relacionados con el estado griego de Epiro durante el período del gobierno de Pirro. |
| Heirs of Alexander | 16 de febrero de 2021  | Heirs of Alexander añade contenido para los estados sucesores del imperio de Alejandro Magno (conocidos como los Diádocos) y brinda al jugador la capacidad de construir maravillas grandiosas personalizadas. La actualización 2.0 que lo acompaña introdujo una revisión importante de las mecánicas de política, población y militares, además de una interfaz de usuario actualizada. |

## Recepción
El juego recibió "reseñas generalmente favorables", según Metacritic. IGN elogió el juego por su profundidad, mencionando que "la cantidad de detalles y estrategia incorporados en Imperator: Rome es igualmente impresionante y desafiante", aunque también criticó la interfaz de usuario del juego y las naciones tribales. La reseña también elogió el sistema político del juego, escribiendo que la guerra política entre las personas dentro de las naciones es "un gran impulsor de la interacción entre personajes". PC Gamer describió el juego como "unificando sistemas de los juegos más recientes" siendo al mismo tiempo "más cohesivo que una compilación de 'grandes éxitos'". A pesar de las calificaciones de usuario más bajas de lo esperado, las ventas del juego superaron las expectativas de Paradox.